# Jan Gossaert

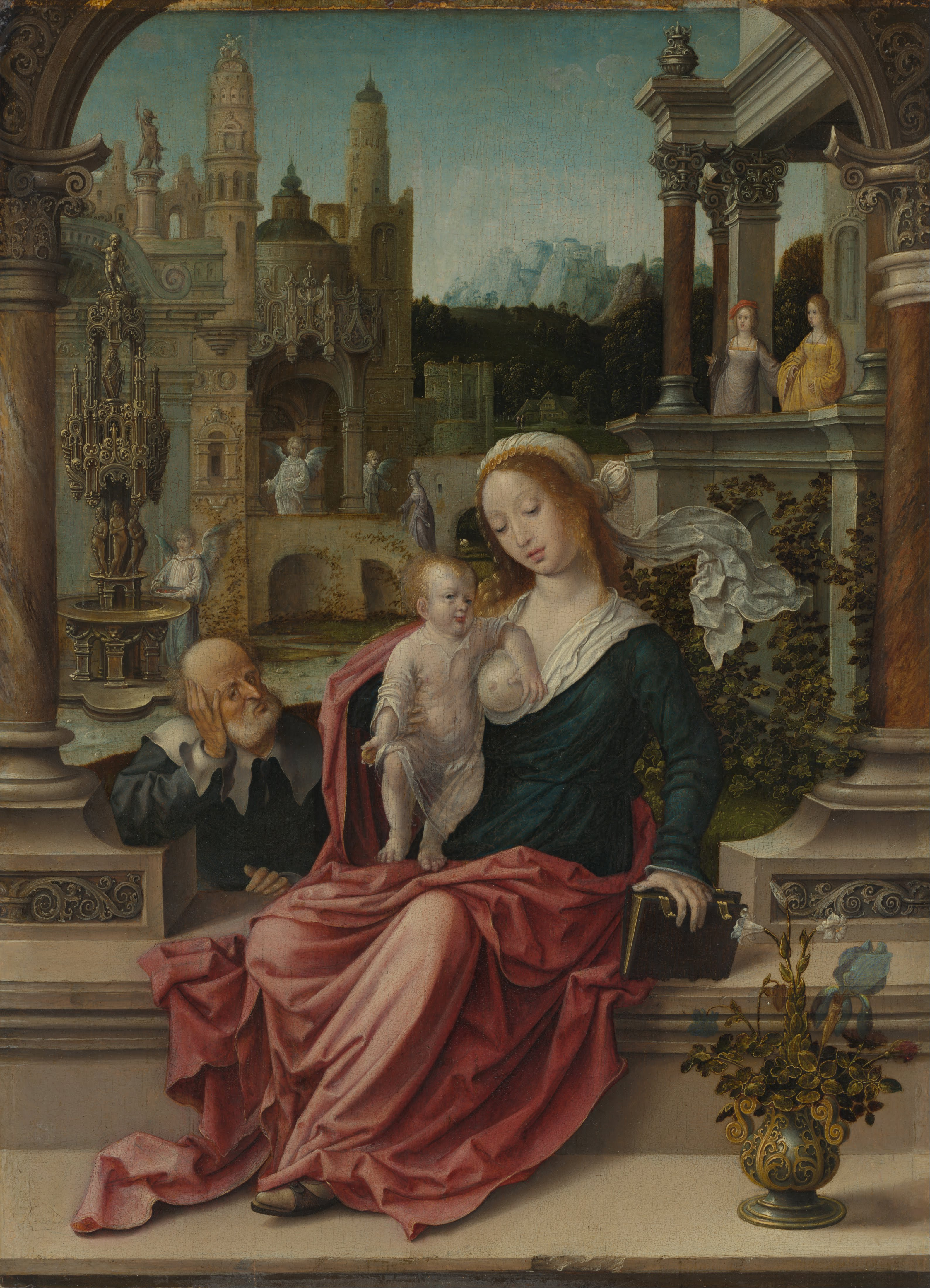
Święta rodzina (1507–1508), J. Paul Getty Museum, Los Angeles

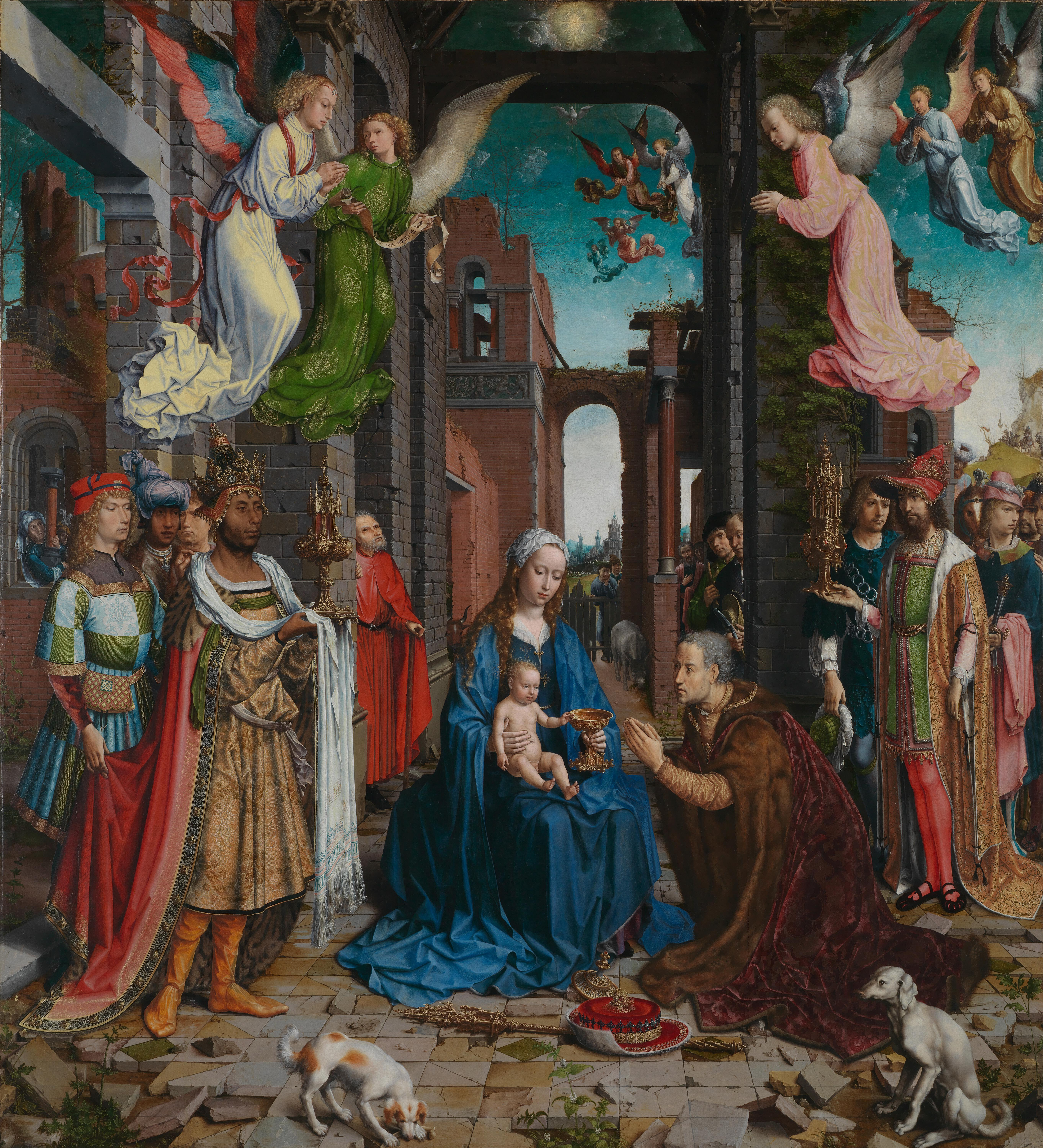
Pokłon Trzech Króli (1510-1515), National Gallery, Londyn

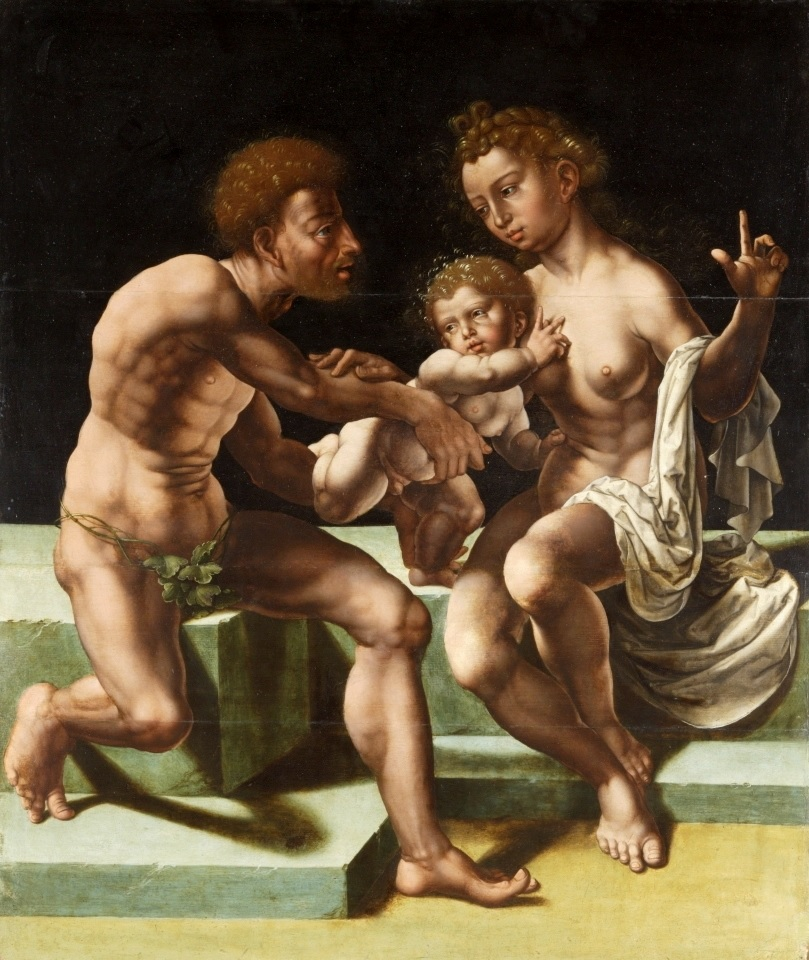
Peleus i Tetyda z młodym Achillesem (1510-1515), Zamek Królewski na Wawelu, Kraków

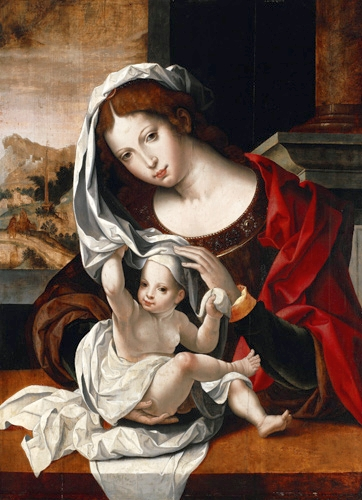
Madonna z Dzieciątkiem (ok. 1520), Muzeum Pałacu Króla Jana III w Wilanowie

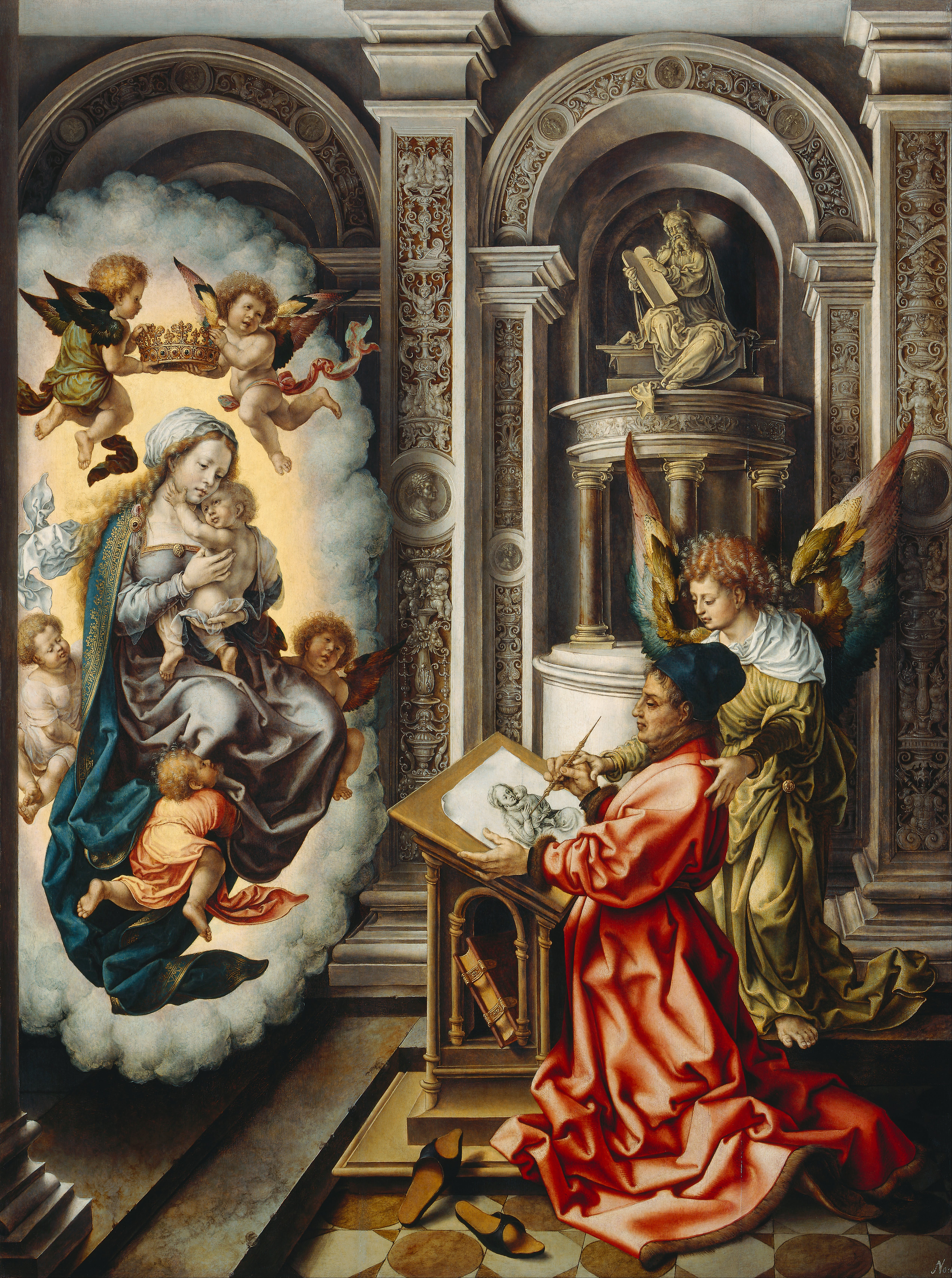
Święty Łukasz malujący Madonnę (ok. 1520), Kunsthistorisches Museum, Wiedeń

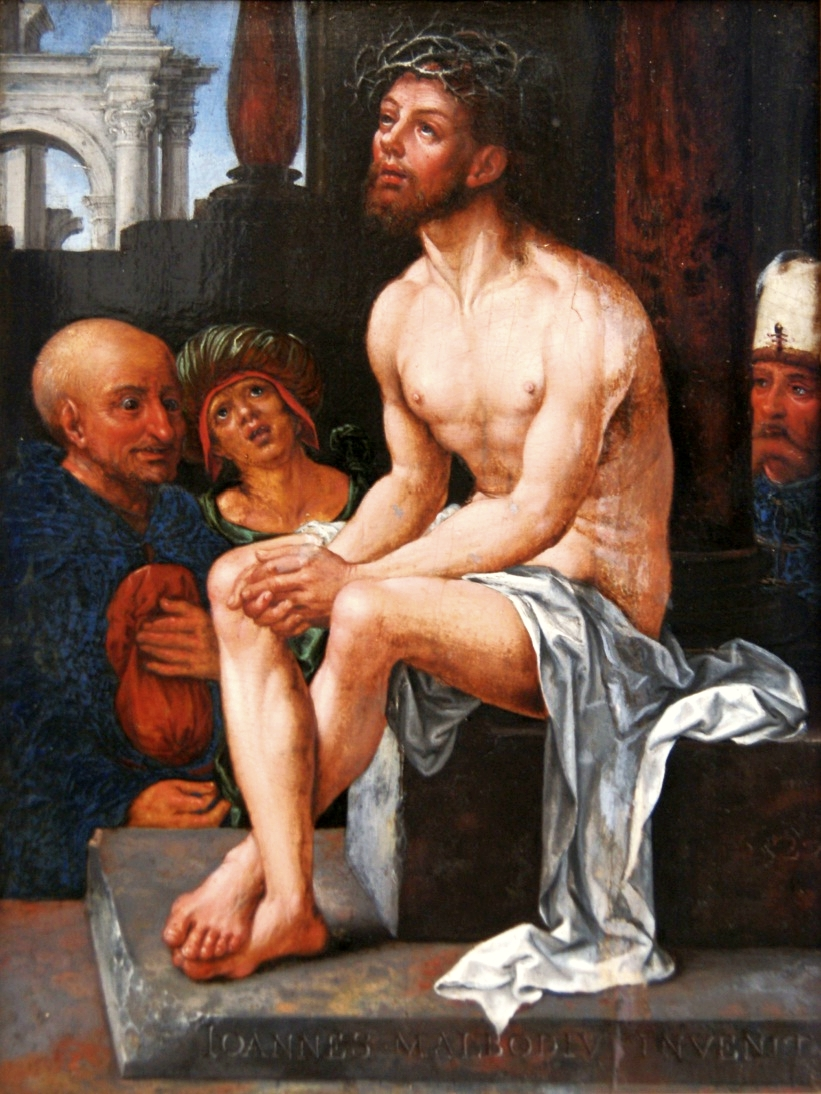
Chrystus Boleściwy (1527), Kolekcja „Europeum” Muzeum Narodowego w Krakowie

Jan Gossaert, zw. Mabuse (ur. ok. 1478 w Maubeuge, zm. w 1532 w Bredzie) – niderlandzki malarz, rysownik i rytownik okresu renesansu, główny reprezentant italianizmu w malarstwie niderlandzkim XVI w.

## Życiorys
Uczył się zapewne w Bredzie lub Brukseli, być może w warsztacie Gerarda Davida. W 1503 został mistrzem w gildii św. Łukasza w Antwerpii pod nazwiskiem Jennyn de Hainaut. W 1508 został nadwornym malarzem książąt Burgundii. Na przełomie 1508/1509 towarzyszył Filipowi Burgundzkiemu w podróży do Włoch. Odwiedził Florencję, Rzym, Weronę i Wenecję. Tam zapoznał się z dziełami Andrei Mantegni, rzeźbą florencką oraz sztuką starożytnego Rzymu. Po powrocie do Niderlandów działał m.in. w Brukseli, Mechelen na dworze Małgorzaty Austriackiej oraz w Utrechcie. Ok. 1524 przeszedł na służbę Adolfa Burgundzkiego, markiza Veere i osiadł w Middelburgu.

## Twórczość
Malował obrazy religijne i mitologiczne oraz portrety. Swoje prace sygnował „Jennin Gossart” lub „Joannes Malbodius”. Zachowało się ok. 80 jego obrazów oraz liczne rysunki (studia anatomiczne, akty, widoki klasycznej architektury). Zajmował się również grafiką.
Szczególnie upodobał sobie tematykę religijną. Malował niewielkich rozmiarów gotycyzujące tryptyki i dyptyki ołtarzowe oraz bardzo liczne i urozmaicone przedstawienia Madonny z Dzieciątkiem, często na tle italianizującej architektury. W pierwszym okresie twórczości (1509-13) pozostawał pod wpływem manieryzmu antwerpskiego (Ołtarz Świętej Rodziny, Tryptyk Malvagna) oraz tradycji malarstwa wczesnoniderlandzkiego Gerarda Davida, Hugona van der Goesa, a przede wszystkim Jana van Eycka (Chrystus z Marią i św. Janem, Św. Donacjan, Dyptyk Antonia Siciliano). Przełomem okazał się obraz Św. Łukasz malujący Madonnę (1515), łączący osiągnięcia sztuki włoskiej (sceneria klasycznej architektury, perspektywa geometryczna, mistrzowski światłocień)  z elementami sztuki gotyckiej i północnoeuropejskiej (drobiazgowość, nadmiar elementów dekoracyjnych, bogactwo zdobień).
Miarę swego talentu przejawił w kompozycjach mitologicznych. Na zlecenie księcia Filipa Burgundzkiego wykonał w l. 1515-20 dekoracje do jego pałacu w Souburgu k. Middelburga.  Stworzył serię naturalnej wielkości postaci mitologicznych, która nie przetrwała do naszych czasów.  Zachowało się jedynie kilka mniejszych rysunków i grafik przedstawiających wersje dekoracji (Mars i Wenus, Herkules i Anteusz, Hermafoodyta i Salmacis) oraz jedyny wielkoformatowy obraz Neptun i Amfitryta (1516). Widać w nich wpływ rzeźby greckiej i rzymskiej oraz podpatrzoną u Mantegni umiejętność wiązania wielkich nieruchomych postaci z występującą w tle architekturą świątynną. Były to pierwsze akty świeckie w sztuce niderlandzkiej. Do tematyki mitologicznej powrócił w latach 20. XVI w. w niewielkich kompozycjach Wenus i Amor, Herkules i Dejanira, Wenus, Danae. Korzystając z miedziorytów Albrechta Dürera wykonał też liczne przedstawienia Adama i Ewy.
Był też wybitnym portrecistą. Jego portrety  (Szlachcic, Kupiec, Dziewczynka), tworzone w duch północnego realizmu, odznaczają się wnikliwą charakterystyką psychologiczną, prostotą kompozycji i doskonałością w odtwarzaniu różnych faktur: ciała, włosów, papieru, tkanin i klejnotów.
Wywarł duży wpływ na romanistów niderlandzkich pierwszej połowy XVI w. m.in. Jna van Scorela, który krótko był jego uczniem, Lucasa van Leydena oraz Maartena van Heemskercka.
Biograf Karel van Mander nazywał go: „jednym z pierwszych, którzy przynieśli z Italii do Flandrii właściwy sposób komponowania i malowania scen ukazujących nagie postacie i inne tematy poetyckie, jakich wcześniej nie malowano w naszym kraju” (1604). Surowiej oceniał go Dürer: „Lepszy w wykonaniu niż w pomyśle”.

## Dzieła
- Tryptyk Świętej Rodziny -  1501-7, National Museum of Ancient Art, Lizbona 
  - Święta Rodzina -  50 × 31,5 cm (część środkowa) 
  - Św. Katarzyna -  47.5 × 12,5 cm (lewe skrzydło) 
  - Św. Barbara -  47.5 × 12,5 cm (prawe skrzydło)
- Portret Jeana Carondeleta -  1503-8, 40 x 29 cm, Toledo Museum of Art
- Maria Magdalena -  1506-8, 29 x 22 cm, National Gallery w Londynie
- Adam i Ewa -  1507-8, 56,5 x 37 cm, Muzeum Thyssen-Bornemisza, Madryt
- Święta rodzina -  1507-08, 46 x 33 cm, J. Paul Getty Museum, Los Angeles
- Dyptyk Antonia Siciliano -  ok. 1508-9, Galleria Doria Pamphilij, Rzym 
  - Madonna z Dzieciątkiem -  40,2 x 22 cm (lewe skrzydło) 
  - Antonio Siciliano i św. Antoni -  40,2 × 22 cm (prawe skrzydło)
- Adam i Ewa -  ok. 1510, 57 x 37 cm, Muzeum Thyssen-Bornemisza, Madryt
- Pokłon Trzech Króli -  1510-15, 177 x 161 cm, National Gallery w Londynie 
  - Pokłon Trzech Króli -  część środkowa  
  - Madonna z Dzieciątkiem w chwale -  lewe skrzydło 
  - Zesłanie Ducha Świętego -  prawe skrzydło
- Chrystus z Marią i ze św. Janem -  1510-15, 122 x 133 cm, Prado, Madryt
- Chrystus na Górze Oliwnej  -  ok. 1510, 85 x 63 cm, Gemäldegalerie, Berlin
- Tryptyk Malvagna -  1511, Galleria Regionale della Sicilia, Palermo 
  - Madonna z Dzieciątkiem i muzykującymi aniołami -  45,5 x 35 cm (część środkowa) 
  - Św. Katarzyna -  45,5 x 17,5 cm (lewe skrzydło) 
  - Św. Dorota -  45,5 x 17,5 cm (prawe skrzydło)
- Św. Łukasz malujący Madonnę -  1513-15, 230 x 205 cm, Galeria Narodowa,  Praga
- Pokłon Trzech Króli -  1515, 177 x 162 cm, National Gallery w Londynie
- Św. Donacjan z Reims -  1516, 34 x 43 cm, Musée des Beaux-Arts, Tournai (skrzydło ołtarza)
- Neptun i Amfitryta -  1516, 188 x 124 cm, Gemäldegalerie, Berlin
- Matka Boska z Leuven -  ok. 1516, 45 x 39 cm, Prado, Madryt
- Dyptyk Jeana Carondeleta -  1517, Luwr, Paryż 
  - Portret Jeana Carondeleta -  42,5 x 27 cm (lewe skrzydło) 
  - Madonna z Dzieciątkiem -  42,5 x 27 cm (prawe skrzydło) 
  - Martwa natura wanitatywna -   42,5 x 27 cm + 42,5 x 27 cm (rewersy)
- Herkules i Dejanira -  1517-23, 30 x 17 cm, Hunterian Museum and Art Gallery, Glasgow
- Dziewczynka z astrolabium -  1520, 38 x 29 cm, National Gallery w Londynie
- Floris van Egmond -  ok. 1520, 40 x 29 cm, Mauritshuis, Haga
- Święty Łukasz malujący Madonnę -  ok. 1520, 110,5 x 83,5 cm, Kunsthistorisches Museum Wien, Wiedeń
- Metamorfoza Hermafrodyty i Salmakis -  ok. 1520, 32,8 x 21,5 cm, Museum Boijmans Van Beuningen, Rotterdam
- Madonna z Dzieciątkiem -  ok. 1520, 25 x 20 cm, Mauritshuis, Haga
- Madonna z Dzieciątkiem -  ok. 1520, 39 x 27 cm, National Gallery w Londynie
- Zdjęcie z krzyża -  ok. 1520, 141 x 107 cm, Ermitaż, Sankt Petersburg
- Portret benedyktyna -  ok. 1520, 37 x 25 cm, Luwr, Paryż
- Madonna z Dzieciątkiem -  ok. 1520, 85 x 57 cm, Muzeum Pałacu Króla Jana III w Wilanowie
- Madonna z Dzieciątkiem -  1520-30, 88,5 x 69,5 cm, Muzeum Narodowe w Warszawie[5]
- Chrystus Boleściwy -  1520-30, 22,5 × 17,5 cm, Kolekcja „Europeum” Muzeum Narodowego w Krakowie
- Wenus i Amor -  1521, 32 x 24 cm, Musées royaux des Beaux-Arts, Bruksela
- Wenus -  ok. 1521, 59 x 30 cm, Pinacoteca dell’Accademia dei Concordi, Rovigo
- Skrzydła tryptyku -  1521, Toledo Museum of Art, Toledo (Ohio) 
  - Św. Jan Chrzciciel -  120 x 47 cm (lewe skrzydło wewnętrzne) 
  - Św. Piotr -  120 x 47 cm (prawe skrzydło wewnętrzne) 
  - Zwiastowanie -  120 x 47 cm (skrzydła zewnętrzne)
- Adam i Ewa w raju -  1525, 170 x 114 cm, Gemäldegalerie, Berlin
- Peleus i Tetyda z młodym Achillesem -  1525-27, 78,2 x 65,3 cm, Zamek Królewski na Wawelu, Kraków
- Portret szlachcica  -  1525-28, 56 x 43 cm, Gemäldegalerie, Berlin
- Portret mężczyzny z różańcem -  1525-30, 69 x 49 cm, National Gallery w Londynie
- Portret dzieci króla Chrystiana II Oldenburga  -  1526, 34 x 46 cm, Royal Collection, Hampton Court
- Danae -  1527, 114 x 95,5 cm, Stara Pinakoteka, Monachium
- Madonna z Dzieciątkiem -  1527, 31 x 24 cm, Kunsthistorisches Museum, Wiedeń
- Madonna z Dzieciątkiem -  1527, 31 x 25 cm. Stara Pinakoteka, Monachium
- Madonna z Dzieciątkiem -  ok. 1527, 63 x 50 cm, Prado, Madryt
- Portret kupca -  1530, 63,6 x 47,5 cm, National Gallery w Londynie
- Portret mężczyzny -  ok. 1530, 36,6 x 28,7 cm, Muzeum Sztuk Pięknych im. Puszkina w Moskwie
- Cybele i Saturn -  ok. 1530, 131 x 110 cm, Bowes Museum, Barnard Castle
- Portret Henryka III von Nassau -  1530-32, 44 x 33 cm, Museu Nacional d’Art de Catalunya, Barcelona
- Madonna z Dzieciątkiem -  1532, 34 x 25 cm, National Gallery of Art, Waszyngton